# Coupe du monde féminine de football 2027
Navigation
Australie / Nouvelle-Zélande 2023 États-Unis / Mexique 2031
La Coupe du monde féminine de football 2027 est la dixième édition de la Coupe du monde féminine de football, une compétition organisée par la FIFA et qui réunit un nombre record de trente-deux sélections féminines. Elle se déroule au Brésil.

## Préparation de l’événement

### Pays exprimant leur candidature pour accueillir la compétition

#### Les pays ayant officiellement exprimé leur intérêt pour organiser la Coupe du monde
La FIFA annonce en avril 2023 qu'il existe 4 candidats pour accueillir l'événement.
- Afrique du Sud : Motivée par le succès de la récente participation du pays aux tournois féminins de la FIFA, la fédération sud-africaine de football a déjà soumis une candidature pour le Coupe du monde féminine de football 2023, mais a retiré sa candidature en décembre 2019. Le PDG de la SAFA, Hay Mokoena, a déclaré que l'Afrique du Sud envisagerait de soumissionner pour 2027 après que la ligue féminine et l'équipe nationale seront devenues plus compétitives. L'Afrique du Sud a accueilli la Coupe des confédérations 2009 et la Coupe du monde de football 2010 et pourrait utiliser l'infrastructure qui a été construite pour le tournoi. En septembre 2022, L'Afrique du Sud a annoncé se porter candidate pour accueillir l'édition féminine de 2027. En novembre 2023, L’Afrique du Sud retire sa candidature pour organiser la Coupe du monde de football féminin en 2027. préférant éviter de montrer une « présentation faite dans la précipitation » à la Fifa[2].
- Brésil : le géant sud-américain fait part en 2023 de sa volonté d'accueillir la Coupe du monde 2027. "Nous sommes en meilleure position que nous l'étions pour accueillir le Mondial masculin", en 2014 "et nous avons évolué dans le football féminin. Le gouvernement sera disponible pour que nous ramenions la Coupe du monde 2027 au Brésil", a déclaré le président Lula en mars 2023. Une lettre a été envoyée à la FIFA.
- Belgique /  Allemagne /  Pays-Bas : en mars 2023, les trois pays présentent une candidature conjointe pour accueillir la Coupe du monde féminine de la FIFA en 2027[3]. La candidature en préparation depuis 2020. Son slogan est "Breaking New Ground" (nouveau terrain de jeu). « BNG » correspond également aux initiales des noms des trois pays en anglais (Belgium, Netherlands, Germany).
- États-Unis /  Mexique : en avril 2023, les États-Unis annoncent poser leur candidature pour accueillir la Coupe du monde en 2027, après avoir déjà fait part de leur intérêt, mais via une candidature commune avec le Mexique 1 an après celle de 2026. Le Mondial féminin s'est déjà tenu aux États-Unis en 1999 et 2003, mais jamais au Mexique[4].

#### Les pays envisageant d'organiser la Coupe du monde sans finalement poser leur candidature
- Chili : Après une participation réussie à la Coupe du monde féminine de football 2019 en France, la ministre des Sports de l'époque, Pauline Kantor, a annoncé son intention de proposer une candidature pour l'édition 2027, en disant : « En particulier, oui. Absolument. C'est un rêve pour tout le développement que cela implique. La Coupe du monde n'est pas qu'un événement. Le monde. La Coupe laisse aussi des infrastructures et laisse de l’intérêt. Je crois qu’une Coupe du Monde Féminine laisserait un intérêt à toutes les filles, qui continuent et le font, mais qui pourraient se voir encore plus identifiées à leurs référents ». Le Chili a accueilli la Coupe du monde de football 1962, Coupe du monde de football des moins de 20 ans 1987, Coupe du monde féminine de football des moins de 20 ans 2008 et la Coupe du monde de football des moins de 17 ans 2015. Santiago accueillera les Jeux panaméricains 2023 d'octobre à novembre de cette même année[5].
- Danemark /  Finlande /  Islande /  Norvège /  Suède : Les pays nordiques (Danemark, Finlande, Islande, Norvège et Suède) ont exprimé leur intérêt pour une candidature combinée pour accueillir la Coupe du monde, avec une déclaration du président de la Fédération norvégienne de football, Terje Svendsen, déclarant : "Nous avons une bonne coopération nordique et les pays nordiques occupent une position de leader dans le football féminin. La Suède a accueilli la Coupe du monde de football 1958 et la Coupe du monde féminine de football 1995, devenant ainsi le premier pays à accueillir des Coupes du Monde masculines et féminines. La Coupe du monde de football des moins de 17 ans 2003 s'est tenue en Finlande. En juin 2019, le Conseil nordique a déclaré son soutien[6].

### Désignation du pays hôte
Le calendrier de la FIFA précise que les candidats ont jusqu'au 21 avril 2023 pour faire part de leur intérêt. La date limite officielle pour envoyer les dossiers de candidature à la FIFA est fixée au 8 décembre 2023. Le ou les pays hôte(s) sont désignés le 17 mai 2024, lors du Congrès de l'institution ; la candidature du Brésil remporte les suffrages avec 119 voix contre 91 pour la candidature conjointe de l'Allemagne, la Belgique et les Pays-Bas.

## Villes et stades retenus
Dans le projet final, rendu public le 28 septembre 2023, il était défini que les dix villes qui avaient déjà accueilli la Coupe du monde masculine 2014 seraient candidates pour accueillir les jeux, mais à l'exclusion de Curitiba et Natal L'idée est que le match d'ouverture et la finale auront lieu au Stade Maracanã. Initialement, le match d'inauguration devait avoir lieu au Stade National de Brasilia Mané Garrincha.
Malgré la confirmation du Stade Mineirão, de l'Arena Corinthians et du Stade Beira-Rio, les villes de Belo Horizonte, São Paulo et Porto Alegre ont également proposé comme possibilités l'Arena MRV, l'Allianz Parque et l'Arena do Grêmio.
| Rio de Janeiro                                                                                        | Brasília | São Paulo                                                                                                   | Belo Horizonte   |
| --- | --- | --- | ---------------- |
| Stade Maracanã                                                                                        | Stade national de Brasilia Mané Garrincha                                                                   | Arena Corinthians                                                                                           | Mineirão         |
| Capacité: 74 738                                                                                      | Capacité: 69 349                                                                                            | Capacité: 47 605                                                                                            | Capacité: 58 170 |
| | | |                  |
| Fortaleza                                                                                             | \| Belo Horizonte Brasília Fortaleza Porto Alegre São Paulo Rio de Janeiro Salvador Cuiabá Manaus Recife \| | \| Belo Horizonte Brasília Fortaleza Porto Alegre São Paulo Rio de Janeiro Salvador Cuiabá Manaus Recife \| | Porto Alegre     |
| Arena Castelão                                                                                        | \| Belo Horizonte Brasília Fortaleza Porto Alegre São Paulo Rio de Janeiro Salvador Cuiabá Manaus Recife \| | \| Belo Horizonte Brasília Fortaleza Porto Alegre São Paulo Rio de Janeiro Salvador Cuiabá Manaus Recife \| | Stade Beira-Rio  |
| Capacité: 60 342                                                                                      | \| Belo Horizonte Brasília Fortaleza Porto Alegre São Paulo Rio de Janeiro Salvador Cuiabá Manaus Recife \| | \| Belo Horizonte Brasília Fortaleza Porto Alegre São Paulo Rio de Janeiro Salvador Cuiabá Manaus Recife \| | Capacité: 50 842 |
| | \| Belo Horizonte Brasília Fortaleza Porto Alegre São Paulo Rio de Janeiro Salvador Cuiabá Manaus Recife \| | \| Belo Horizonte Brasília Fortaleza Porto Alegre São Paulo Rio de Janeiro Salvador Cuiabá Manaus Recife \| |                  |
| Salvador                                                                                              | Cuiabá | Manaus | Recife           |
| Arena Fonte Nova                                                                                      | Arena Pantanal                                                                                              | Arena Amazônia                                                                                              | Arena Pernambuco |
| Capacité: 50 025                                                                                      | Capacité: 44 097                                                                                            | Capacité: 44 000                                                                                            | Capacité: 44 300 |
| | | |                  |
| Belo Horizonte Brasília Fortaleza Porto Alegre São Paulo Rio de Janeiro Salvador Cuiabá Manaus Recife | | |                  |

## Acteurs de la Coupe du monde

### Équipes qualifiées
En tant que pays organisateur, l'équipe du Brésil est qualifiée d'office pour sa dixième participation à une phase finale de Coupe du monde, après les éditions 1991, 1995, 1999, 2003, 2007, 2011, 2015, 2019 et 2023.
| Europe (UEFA) 11 ou 12 places | Amérique du Sud (CONMEBOL) 3 à 5 places dont une au pays hôte  | Afrique (CAF) 4 à 6 places |
| ----------------------------- | -------------------------------------------------------------- | -------------------------- |
|                               | - Brésil : 10e phase finale                                    |                            |
| Océanie (OFC) 1 à 2 places    | Amérique du Nord, Centrale et Caraïbes (CONCACAF) 4 à 6 places | Asie (AFC) 6 places        |
|                               |                                                                |                            |

## Phase finale

### Premier tour
Le format du premier tour est celui d'un tournoi toutes rondes simple. Chaque équipe joue un match contre toutes les autres équipes du même groupe.
- Victoire : 3 points ;
- Match nul : 1 point ;
- Défaite : 0 point.

En cas d'égalité de points entre équipes dans un groupe, les critères de classement sont utilisés suivant:
1. la meilleure différence de buts ;
2. le plus grand nombre de buts ;

Sur la base des deux critères susmentionnés, si deux équipes ou plus restent à égalité, elles sont départagées suivant :
1. le plus grand nombre de points obtenus entre les équipes concernées ;
2. la meilleure différence de buts particulière entre les équipes concernées ;
3. le critère disciplinaire suivant le barème négatif : 1 point pour un avertissement non suivi d'une expulsion, 3 points pour le second avertissement dans un même match entraînant une expulsion, 4 points pour une expulsion directe, 5 points pour un avertissement suivi plus tard d'une expulsion directe ;

(si le départage n'est pas possible après épuisement de tous les critères, un tirage au sort est effectué en dernier recours)

À l'issue de ce classement, le premier et le deuxième de chaque groupe sont qualifiés pour les huitièmes de finale.
Abréviations
- Pts : nombre de points
- J : nombre de matchs joués
- G : nombre de matchs gagnés
- N : nombre de matchs nuls
- P : nombre de matchs perdus
- BP : nombre de buts marqués (« buts “pour” »)
- BC : nombre de buts encaissés (« buts “contre” »)
- Diff : différence de buts (BP-BC)

- Classement

- Équipe qualifiée
- Équipe éliminée

Équipe en caractère gras = Équipe qualifiée
- Rencontre :

Équipe en caractère gras = Équipe victorieuse

#### Groupe A
| Rang | Équipe    | Pts | J | G | N | P | Bp | Bc | Diff |  | Résultats (▼ dom., ► ext.) |  |  |  |  |
| ---- | --------- | --- | - | - | - | - | -- | -- | ---- |  | -------------------------- |  |  |  |  |
| 1    | Brésil PO | 0   | 0 | 0 | 0 | 0 | 0  | 0  | 0    |  | Brésil                     |  |  |  |  |
| 2    |           | 0   | 0 | 0 | 0 | 0 | 0  | 0  | 0    |  |                            |  |  |  |  |
| 3    |           | 0   | 0 | 0 | 0 | 0 | 0  | 0  | 0    |  |                            |  |  |  |  |
| 4    |           | 0   | 0 | 0 | 0 | 0 | 0  | 0  | 0    |  |                            |  |  |  |  |

1re journée
| Match 1                      | Brésil | - |  | Stade Maracanã, Rio de Janeiro |
| 24 juin 2027 A définir UTC-3 |        |   |  |                                |

| Match 3                     |  | - |  | Arena Castelão, Fortaleza |
| 25 juin 2027 A défnir UTC-3 |  |   |  |                           |

2e journée
| Match 17                    | Brésil | - |  | Arena Fonte Nova, Salvador |
| 29 juin 2027 A défnir UTC-3 |        |   |  |                            |

| Match 18                    |  | - |  | Stade national de Brasilia Mané Garrincha, Brasilia |
| 30 juin 2027 A défnir UTC-3 |  |   |  |                                                     |

3e journée
| Match 33                       |  | - | Brésil | Arena Corinthians, São Paulo |
| 5 juillet 2027 A définir UTC-3 |  |   |        |                              |

| Match 34                      |  | - |  | Arena Pernambuco, Recife |
| 5 juillet 2027 A défnir UTC-3 |  |   |  |                          |

#### Groupe B
| Rang | Équipe | Pts | J | G | N | P | Bp | Bc | Diff |  | Résultats (▼ dom., ► ext.) |  |  |  |  |
| ---- | ------ | --- | - | - | - | - | -- | -- | ---- |  | -------------------------- |  |  |  |  |
| 1    |        | 0   | 0 | 0 | 0 | 0 | 0  | 0  | 0    |  |                            |  |  |  |  |
| 2    |        | 0   | 0 | 0 | 0 | 0 | 0  | 0  | 0    |  |                            |  |  |  |  |
| 3    |        | 0   | 0 | 0 | 0 | 0 | 0  | 0  | 0    |  |                            |  |  |  |  |
| 4    |        | 0   | 0 | 0 | 0 | 0 | 0  | 0  | 0    |  |                            |  |  |  |  |

1re journée
| Match 2                     |  | - |  | Mineirão, Belo Horizonte |
| 25 juin 2027 A défnir UTC-3 |  |   |  |                          |

| Match 4                      |  | - |  | Arena Corinthians, São Paulo |
| 25 juin 2027 A définir UTC-3 |  |   |  |                              |

2e journée
| Match 19                     |  | - |  | Stade Maracanã, Rio de Janeiro |
| 30 juin 2027 A définir UTC-3 |  |   |  |                                |

| Match 22                     |  | - |  | Stade Beira-Rio, Porto Alegre |
| 30 juin 2027 A définir UTC-3 |  |   |  |                               |

3e journée
| Match 35                       |  | - |  | Stade Beira-Rio, Porto Alegre |
| 5 juillet 2027 A définir UTC-3 |  |   |  |                               |

| Match 36                      |  | - |  | Stade national de Brasilia Mané Garrincha, Brasilia |
| 5 juillet 2027 A défnir UTC-3 |  |   |  |                                                     |

#### Groupe C
| Rang | Équipe | Pts | J | G | N | P | Bp | Bc | Diff |  | Résultats (▼ dom., ► ext.) |  |  |  |  |
| ---- | ------ | --- | - | - | - | - | -- | -- | ---- |  | -------------------------- |  |  |  |  |
| 1    |        | 0   | 0 | 0 | 0 | 0 | 0  | 0  | 0    |  |                            |  |  |  |  |
| 2    |        | 0   | 0 | 0 | 0 | 0 | 0  | 0  | 0    |  |                            |  |  |  |  |
| 3    |        | 0   | 0 | 0 | 0 | 0 | 0  | 0  | 0    |  |                            |  |  |  |  |
| 4    |        | 0   | 0 | 0 | 0 | 0 | 0  | 0  | 0    |  |                            |  |  |  |  |

1re journée
| Match 5                     |  | - |  | Stade national de Brasilia Mané Garrincha, Brasilia |
| 26 juin 2027 A défnir UTC-3 |  |   |  |                                                     |

| Match 6                     |  | - |  | Arena da Amazônia, Manaus |
| 26 juin 2027 A défnir UTC-3 |  |   |  |                           |

2e journée
| Match 21                        |  | - |  | Arena Pantanal, Cuiabá |
| 1er juillet 2027 A défnir UTC-3 |  |   |  |                        |

| Match 20                        |  | - |  | Arena Pernambuco, Recife |
| 1er juillet 2027 A défnir UTC-3 |  |   |  |                          |

3e journée
| Match 37                      |  | - |  | Arena Castelão, Fortaleza |
| 6 juillet 2027 A défnir UTC-3 |  |   |  |                           |

| Match 38                      |  | - |  | Arena Fonte Nova, Salvador |
| 6 juillet 2027 A défnir UTC-3 |  |   |  |                            |

#### Groupe D
| Rang | Équipe | Pts | J | G | N | P | Bp | Bc | Diff |  | Résultats (▼ dom., ► ext.) |  |  |  |  |
| ---- | ------ | --- | - | - | - | - | -- | -- | ---- |  | -------------------------- |  |  |  |  |
| 1    |        | 0   | 0 | 0 | 0 | 0 | 0  | 0  | 0    |  |                            |  |  |  |  |
| 2    |        | 0   | 0 | 0 | 0 | 0 | 0  | 0  | 0    |  |                            |  |  |  |  |
| 3    |        | 0   | 0 | 0 | 0 | 0 | 0  | 0  | 0    |  |                            |  |  |  |  |
| 4    |        | 0   | 0 | 0 | 0 | 0 | 0  | 0  | 0    |  |                            |  |  |  |  |

1re journée
| Match 7                     |  | - |  | Arena Pernambuco, Recife |
| 26 juin 2027 A défnir UTC-3 |  |   |  |                          |

| Match 8                     |  | - |  | Arena Fonte Nova, Salvador |
| 26 juin 2027 A défnir UTC-3 |  |   |  |                            |

2e journée
| Match 25                        |  | - |  | Mineirão, Belo Horizonte |
| 1er juillet 2027 A défnir UTC-3 |  |   |  |                          |

| Match 26                      |  | - |  | Arena Castelão, Fortaleza |
| 2 juillet 2027 A défnir UTC-3 |  |   |  |                           |

3e journée
| Match 39                      |  | - |  | Arena Pantanal, Cuiabá |
| 6 juillet 2027 A défnir UTC-3 |  |   |  |                        |

| Match 40                      |  | - |  | Arena da Amazônia, Manaus |
| 6 juillet 2027 A défnir UTC-3 |  |   |  |                           |

#### Groupe E
| Rang | Équipe | Pts | J | G | N | P | Bp | Bc | Diff |  | Résultats (▼ dom., ► ext.) |  |  |  |  |
| ---- | ------ | --- | - | - | - | - | -- | -- | ---- |  | -------------------------- |  |  |  |  |
| 1    |        | 0   | 0 | 0 | 0 | 0 | 0  | 0  | 0    |  |                            |  |  |  |  |
| 2    |        | 0   | 0 | 0 | 0 | 0 | 0  | 0  | 0    |  |                            |  |  |  |  |
| 3    |        | 0   | 0 | 0 | 0 | 0 | 0  | 0  | 0    |  |                            |  |  |  |  |
| 4    |        | 0   | 0 | 0 | 0 | 0 | 0  | 0  | 0    |  |                            |  |  |  |  |

1re journée
| Match 9                     |  | - |  | Mineirão, Belo Horizonte |
| 27 juin 2027 A défnir UTC-3 |  |   |  |                          |

| Match 10                     |  | - |  | Stade Maracanã, Rio de Janeiro |
| 27 juin 2027 A définir UTC-3 |  |   |  |                                |

2e journée
| Match 23                       |  | - |  | Arena Corinthians, São Paulo |
| 2 juillet 2027 A définir UTC-3 |  |   |  |                              |

| Match 24                       |  | - |  | Stade Beira-Rio, Porto Alegre |
| 2 juillet 2027 A définir UTC-3 |  |   |  |                               |

3e journée
| Match 41                       |  | - |  | Stade Maracanã, Rio de Janeiro |
| 7 juillet 2027 A définir UTC-3 |  |   |  |                                |

| Match 42                      |  | - |  | Stade national de Brasilia Mané Garrincha, Brasilia |
| 7 juillet 2027 A défnir UTC-3 |  |   |  |                                                     |

#### Groupe F
| Rang | Équipe | Pts | J | G | N | P | Bp | Bc | Diff |  | Résultats (▼ dom., ► ext.) |  |  |  |  |
| ---- | ------ | --- | - | - | - | - | -- | -- | ---- |  | -------------------------- |  |  |  |  |
| 1    |        | 0   | 0 | 0 | 0 | 0 | 0  | 0  | 0    |  |                            |  |  |  |  |
| 2    |        | 0   | 0 | 0 | 0 | 0 | 0  | 0  | 0    |  |                            |  |  |  |  |
| 3    |        | 0   | 0 | 0 | 0 | 0 | 0  | 0  | 0    |  |                            |  |  |  |  |
| 4    |        | 0   | 0 | 0 | 0 | 0 | 0  | 0  | 0    |  |                            |  |  |  |  |

1re journée
| Match 11                     |  | - |  | Stade Beira-Rio, Porto Alegre |
| 27 juin 2027 A définir UTC-3 |  |   |  |                               |

| Match 13                     |  | - |  | Arena Corinthians, São Paulo |
| 28 juin 2027 A définir UTC-3 |  |   |  |                              |

2e journée
| Match 28                       |  | - |  | Stade Maracanã, Rio de Janeiro |
| 3 juillet 2027 A définir UTC-3 |  |   |  |                                |

| Match 29                      |  | - |  | Stade national de Brasilia Mané Garrincha, Brasilia |
| 3 juillet 2027 A défnir UTC-3 |  |   |  |                                                     |

3e journée
| Match 43                      |  | - |  | Mineirão, Belo Horizonte |
| 7 juillet 2027 A défnir UTC-3 |  |   |  |                          |

| Match 44                       |  | - |  | Stade Beira-Rio, Porto Alegre |
| 7 juillet 2027 A définir UTC-3 |  |   |  |                               |

#### Groupe G
| Rang | Équipe | Pts | J | G | N | P | Bp | Bc | Diff |  | Résultats (▼ dom., ► ext.) |  |  |  |  |
| ---- | ------ | --- | - | - | - | - | -- | -- | ---- |  | -------------------------- |  |  |  |  |
| 1    |        | 0   | 0 | 0 | 0 | 0 | 0  | 0  | 0    |  |                            |  |  |  |  |
| 2    |        | 0   | 0 | 0 | 0 | 0 | 0  | 0  | 0    |  |                            |  |  |  |  |
| 3    |        | 0   | 0 | 0 | 0 | 0 | 0  | 0  | 0    |  |                            |  |  |  |  |
| 4    |        | 0   | 0 | 0 | 0 | 0 | 0  | 0  | 0    |  |                            |  |  |  |  |

1re journée
| Match 12                    |  | - |  | Arena Pantanal, Cuiabá |
| 28 juin 2027 A défnir UTC-3 |  |   |  |                        |

| Match 14                    |  | - |  | Arena da Amazônia, Manaus |
| 28 juin 2027 A défnir UTC-3 |  |   |  |                           |

2e journée
| Match 27                      |  | - |  | Arena Fonte Nova, Salvador |
| 3 juillet 2027 A défnir UTC-3 |  |   |  |                            |

| Match 30                      |  | - |  | Mineirão, Belo Horizonte |
| 4 juillet 2027 A défnir UTC-3 |  |   |  |                          |

3e journée
| Match 45                      |  | - |  | Arena Castelão, Fortaleza |
| 8 juillet 2027 A défnir UTC-3 |  |   |  |                           |

| Match 46                      |  | - |  | Arena Pernambuco, Recife |
| 8 juillet 2027 A défnir UTC-3 |  |   |  |                          |

#### Groupe H
| Rang | Équipe | Pts | J | G | N | P | Bp | Bc | Diff |  | Résultats (▼ dom., ► ext.) |  |  |  |  |
| ---- | ------ | --- | - | - | - | - | -- | -- | ---- |  | -------------------------- |  |  |  |  |
| 1    |        | 0   | 0 | 0 | 0 | 0 | 0  | 0  | 0    |  |                            |  |  |  |  |
| 2    |        | 0   | 0 | 0 | 0 | 0 | 0  | 0  | 0    |  |                            |  |  |  |  |
| 3    |        | 0   | 0 | 0 | 0 | 0 | 0  | 0  | 0    |  |                            |  |  |  |  |
| 4    |        | 0   | 0 | 0 | 0 | 0 | 0  | 0  | 0    |  |                            |  |  |  |  |

1re journée
| Match 15                    |  | - |  | Arena Castelão, Fortaleza |
| 29 juin 2027 A défnir UTC-3 |  |   |  |                           |

| Match 16                    |  | - |  | Arena Fonte Nova, Salvador |
| 29 juin 2027 A défnir UTC-3 |  |   |  |                            |

2e journée
| Match 31                      |  | - |  | Arena Pantanal, Cuiabá |
| 4 juillet 2027 A défnir UTC-3 |  |   |  |                        |

| Match 32                      |  | - |  | Arena da Amazônia, Manaus |
| 4 juillet 2027 A défnir UTC-3 |  |   |  |                           |

3e journée
| Match 47                       |  | - |  | Arena Corinthians, São Paulo |
| 8 juillet 2027 A définir UTC-3 |  |   |  |                              |

| Match 48                      |  | - |  | Arena Fonte Nova, Salvador |
| 8 juillet 2027 A défnir UTC-3 |  |   |  |                            |

### Tableau final
|  | Huitièmes de finale                                                   | Huitièmes de finale                                                   | Huitièmes de finale                        | Huitièmes de finale                        |                 |  | Quarts de finale                                 | Quarts de finale                                 | Quarts de finale                                 | Quarts de finale                                 |  |  | Demi-finales                                   | Demi-finales                                   | Demi-finales                                   | Demi-finales                                   |  |  | Finale                                           | Finale                                           | Finale                                           | Finale                                           |
|  |                                                                       |                                                                       |                                            |                                            |                 |  |                                                  |                                                  |                                                  |                                                  |  |  |                                                |                                                |                                                |                                                |  |  |                                                  |                                                  |                                                  |                                                  |
|  | 10 juillet 2027 - Mineirão, Belo Horizonte                            | 10 juillet 2027 - Mineirão, Belo Horizonte                            | 10 juillet 2027 - Mineirão, Belo Horizonte | 10 juillet 2027 - Mineirão, Belo Horizonte |                 |  | 16 juillet 2027 - Stade Maracanã, Rio de Janeiro | 16 juillet 2027 - Stade Maracanã, Rio de Janeiro | 16 juillet 2027 - Stade Maracanã, Rio de Janeiro | 16 juillet 2027 - Stade Maracanã, Rio de Janeiro |  |  | 20 juillet 2027 - Arena Corinthians, São Paulo | 20 juillet 2027 - Arena Corinthians, São Paulo | 20 juillet 2027 - Arena Corinthians, São Paulo | 20 juillet 2027 - Arena Corinthians, São Paulo |  |  | 25 juillet 2027 - Stade Maracanã, Rio de Janeiro | 25 juillet 2027 - Stade Maracanã, Rio de Janeiro | 25 juillet 2027 - Stade Maracanã, Rio de Janeiro | 25 juillet 2027 - Stade Maracanã, Rio de Janeiro |
|  |                                                                       |                                                                       |                                            |                                            |                 |  | 16 juillet 2027 - Stade Maracanã, Rio de Janeiro | 16 juillet 2027 - Stade Maracanã, Rio de Janeiro | 16 juillet 2027 - Stade Maracanã, Rio de Janeiro | 16 juillet 2027 - Stade Maracanã, Rio de Janeiro |  |  | 20 juillet 2027 - Arena Corinthians, São Paulo | 20 juillet 2027 - Arena Corinthians, São Paulo | 20 juillet 2027 - Arena Corinthians, São Paulo | 20 juillet 2027 - Arena Corinthians, São Paulo |  |  | 25 juillet 2027 - Stade Maracanã, Rio de Janeiro | 25 juillet 2027 - Stade Maracanã, Rio de Janeiro | 25 juillet 2027 - Stade Maracanã, Rio de Janeiro | 25 juillet 2027 - Stade Maracanã, Rio de Janeiro |
|  |                                                                       |                                                                       |                                            |                                            |                 |  | 16 juillet 2027 - Stade Maracanã, Rio de Janeiro | 16 juillet 2027 - Stade Maracanã, Rio de Janeiro | 16 juillet 2027 - Stade Maracanã, Rio de Janeiro | 16 juillet 2027 - Stade Maracanã, Rio de Janeiro |  |  | 20 juillet 2027 - Arena Corinthians, São Paulo | 20 juillet 2027 - Arena Corinthians, São Paulo | 20 juillet 2027 - Arena Corinthians, São Paulo | 20 juillet 2027 - Arena Corinthians, São Paulo |  |  | 25 juillet 2027 - Stade Maracanã, Rio de Janeiro | 25 juillet 2027 - Stade Maracanã, Rio de Janeiro | 25 juillet 2027 - Stade Maracanã, Rio de Janeiro | 25 juillet 2027 - Stade Maracanã, Rio de Janeiro |
|  |                                                                       |                                                                       |                                            |                                            |                 |  | 16 juillet 2027 - Stade Maracanã, Rio de Janeiro | 16 juillet 2027 - Stade Maracanã, Rio de Janeiro | 16 juillet 2027 - Stade Maracanã, Rio de Janeiro | 16 juillet 2027 - Stade Maracanã, Rio de Janeiro |  |  | 20 juillet 2027 - Arena Corinthians, São Paulo | 20 juillet 2027 - Arena Corinthians, São Paulo | 20 juillet 2027 - Arena Corinthians, São Paulo | 20 juillet 2027 - Arena Corinthians, São Paulo |  |  | 25 juillet 2027 - Stade Maracanã, Rio de Janeiro | 25 juillet 2027 - Stade Maracanã, Rio de Janeiro | 25 juillet 2027 - Stade Maracanã, Rio de Janeiro | 25 juillet 2027 - Stade Maracanã, Rio de Janeiro |
|  |                                                                       |                                                                       |                                            |                                            |                 |  |                                                  |                                                  |                                                  |                                                  |  |  | 20 juillet 2027 - Arena Corinthians, São Paulo | 20 juillet 2027 - Arena Corinthians, São Paulo | 20 juillet 2027 - Arena Corinthians, São Paulo | 20 juillet 2027 - Arena Corinthians, São Paulo |  |  | 25 juillet 2027 - Stade Maracanã, Rio de Janeiro | 25 juillet 2027 - Stade Maracanã, Rio de Janeiro | 25 juillet 2027 - Stade Maracanã, Rio de Janeiro | 25 juillet 2027 - Stade Maracanã, Rio de Janeiro |
|  | 11 juillet 2027 - Stade Maracanã, Rio de Janeiro                      |                                                                       |                                            |                                            |                 |  |                                                  |                                                  |                                                  |                                                  |  |  | 20 juillet 2027 - Arena Corinthians, São Paulo | 20 juillet 2027 - Arena Corinthians, São Paulo | 20 juillet 2027 - Arena Corinthians, São Paulo | 20 juillet 2027 - Arena Corinthians, São Paulo |  |  | 25 juillet 2027 - Stade Maracanã, Rio de Janeiro | 25 juillet 2027 - Stade Maracanã, Rio de Janeiro | 25 juillet 2027 - Stade Maracanã, Rio de Janeiro | 25 juillet 2027 - Stade Maracanã, Rio de Janeiro |
|  |                                                                       |                                                                       |                                            |                                            |                 |  |                                                  |                                                  |                                                  |                                                  |  |  | 20 juillet 2027 - Arena Corinthians, São Paulo | 20 juillet 2027 - Arena Corinthians, São Paulo | 20 juillet 2027 - Arena Corinthians, São Paulo | 20 juillet 2027 - Arena Corinthians, São Paulo |  |  | 25 juillet 2027 - Stade Maracanã, Rio de Janeiro | 25 juillet 2027 - Stade Maracanã, Rio de Janeiro | 25 juillet 2027 - Stade Maracanã, Rio de Janeiro | 25 juillet 2027 - Stade Maracanã, Rio de Janeiro |
|  |                                                                       |                                                                       |                                            |                                            |                 |  |                                                  |                                                  |                                                  |                                                  |  |  | 20 juillet 2027 - Arena Corinthians, São Paulo | 20 juillet 2027 - Arena Corinthians, São Paulo | 20 juillet 2027 - Arena Corinthians, São Paulo | 20 juillet 2027 - Arena Corinthians, São Paulo |  |  | 25 juillet 2027 - Stade Maracanã, Rio de Janeiro | 25 juillet 2027 - Stade Maracanã, Rio de Janeiro | 25 juillet 2027 - Stade Maracanã, Rio de Janeiro | 25 juillet 2027 - Stade Maracanã, Rio de Janeiro |
|  |                                                                       | 17 juillet 2027 - Mineirão, Belo Horizonte                            |                                            |                                            |                 |  |                                                  |                                                  |                                                  |                                                  |  |  | 20 juillet 2027 - Arena Corinthians, São Paulo | 20 juillet 2027 - Arena Corinthians, São Paulo | 20 juillet 2027 - Arena Corinthians, São Paulo | 20 juillet 2027 - Arena Corinthians, São Paulo |  |  | 25 juillet 2027 - Stade Maracanã, Rio de Janeiro | 25 juillet 2027 - Stade Maracanã, Rio de Janeiro | 25 juillet 2027 - Stade Maracanã, Rio de Janeiro | 25 juillet 2027 - Stade Maracanã, Rio de Janeiro |
|  |                                                                       |                                                                       |                                            |                                            |                 |  |                                                  |                                                  |                                                  |                                                  |  |  | 20 juillet 2027 - Arena Corinthians, São Paulo | 20 juillet 2027 - Arena Corinthians, São Paulo | 20 juillet 2027 - Arena Corinthians, São Paulo | 20 juillet 2027 - Arena Corinthians, São Paulo |  |  | 25 juillet 2027 - Stade Maracanã, Rio de Janeiro | 25 juillet 2027 - Stade Maracanã, Rio de Janeiro | 25 juillet 2027 - Stade Maracanã, Rio de Janeiro | 25 juillet 2027 - Stade Maracanã, Rio de Janeiro |
|  |                                                                       |                                                                       |                                            |                                            |                 |  |                                                  |                                                  |                                                  |                                                  |  |  |                                                |                                                |                                                |                                                |  |  | 25 juillet 2027 - Stade Maracanã, Rio de Janeiro | 25 juillet 2027 - Stade Maracanã, Rio de Janeiro | 25 juillet 2027 - Stade Maracanã, Rio de Janeiro | 25 juillet 2027 - Stade Maracanã, Rio de Janeiro |
|  | 10 juillet 2027 - Stade Beira-Rio, Porto Alegre                       |                                                                       |                                            |                                            |                 |  |                                                  |                                                  |                                                  |                                                  |  |  |                                                |                                                |                                                |                                                |  |  | 25 juillet 2027 - Stade Maracanã, Rio de Janeiro | 25 juillet 2027 - Stade Maracanã, Rio de Janeiro | 25 juillet 2027 - Stade Maracanã, Rio de Janeiro | 25 juillet 2027 - Stade Maracanã, Rio de Janeiro |
|  |                                                                       |                                                                       |                                            |                                            |                 |  |                                                  |                                                  |                                                  |                                                  |  |  |                                                |                                                |                                                |                                                |  |  | 25 juillet 2027 - Stade Maracanã, Rio de Janeiro | 25 juillet 2027 - Stade Maracanã, Rio de Janeiro | 25 juillet 2027 - Stade Maracanã, Rio de Janeiro | 25 juillet 2027 - Stade Maracanã, Rio de Janeiro |
|  |                                                                       |                                                                       |                                            |                                            |                 |  |                                                  |                                                  |                                                  |                                                  |  |  |                                                |                                                |                                                |                                                |  |  | 25 juillet 2027 - Stade Maracanã, Rio de Janeiro | 25 juillet 2027 - Stade Maracanã, Rio de Janeiro | 25 juillet 2027 - Stade Maracanã, Rio de Janeiro | 25 juillet 2027 - Stade Maracanã, Rio de Janeiro |
|  |                                                                       | 21 juillet 2027 - Stade national de Brasilia Mané Garrincha, Brasilia |                                            |                                            |                 |  |                                                  |                                                  |                                                  |                                                  |  |  |                                                |                                                |                                                |                                                |  |  | 25 juillet 2027 - Stade Maracanã, Rio de Janeiro | 25 juillet 2027 - Stade Maracanã, Rio de Janeiro | 25 juillet 2027 - Stade Maracanã, Rio de Janeiro | 25 juillet 2027 - Stade Maracanã, Rio de Janeiro |
|  |                                                                       |                                                                       |                                            |                                            |                 |  |                                                  |                                                  |                                                  |                                                  |  |  |                                                |                                                |                                                |                                                |  |  | 25 juillet 2027 - Stade Maracanã, Rio de Janeiro | 25 juillet 2027 - Stade Maracanã, Rio de Janeiro | 25 juillet 2027 - Stade Maracanã, Rio de Janeiro | 25 juillet 2027 - Stade Maracanã, Rio de Janeiro |
|  |                                                                       |                                                                       |                                            |                                            |                 |  |                                                  |                                                  |                                                  |                                                  |  |  |                                                |                                                |                                                |                                                |  |  | 25 juillet 2027 - Stade Maracanã, Rio de Janeiro | 25 juillet 2027 - Stade Maracanã, Rio de Janeiro | 25 juillet 2027 - Stade Maracanã, Rio de Janeiro | 25 juillet 2027 - Stade Maracanã, Rio de Janeiro |
|  | 11 juillet 2027 Arena Pernambuco, Recife                              |                                                                       |                                            |                                            |                 |  |                                                  |                                                  |                                                  |                                                  |  |  |                                                |                                                |                                                |                                                |  |  | 25 juillet 2027 - Stade Maracanã, Rio de Janeiro | 25 juillet 2027 - Stade Maracanã, Rio de Janeiro | 25 juillet 2027 - Stade Maracanã, Rio de Janeiro | 25 juillet 2027 - Stade Maracanã, Rio de Janeiro |
|  |                                                                       |                                                                       |                                            |                                            |                 |  |                                                  |                                                  |                                                  |                                                  |  |  |                                                |                                                |                                                |                                                |  |  | 25 juillet 2027 - Stade Maracanã, Rio de Janeiro | 25 juillet 2027 - Stade Maracanã, Rio de Janeiro | 25 juillet 2027 - Stade Maracanã, Rio de Janeiro | 25 juillet 2027 - Stade Maracanã, Rio de Janeiro |
|  |                                                                       |                                                                       |                                            |                                            |                 |  |                                                  |                                                  |                                                  |                                                  |  |  |                                                |                                                |                                                |                                                |  |  | 25 juillet 2027 - Stade Maracanã, Rio de Janeiro | 25 juillet 2027 - Stade Maracanã, Rio de Janeiro | 25 juillet 2027 - Stade Maracanã, Rio de Janeiro | 25 juillet 2027 - Stade Maracanã, Rio de Janeiro |
|  |                                                                       | 16 juillet 2027 - Arena Pernambuco, Recife                            |                                            |                                            |                 |  |                                                  |                                                  |                                                  |                                                  |  |  |                                                |                                                |                                                |                                                |  |  | 25 juillet 2027 - Stade Maracanã, Rio de Janeiro | 25 juillet 2027 - Stade Maracanã, Rio de Janeiro | 25 juillet 2027 - Stade Maracanã, Rio de Janeiro | 25 juillet 2027 - Stade Maracanã, Rio de Janeiro |
|  |                                                                       |                                                                       |                                            |                                            |                 |  |                                                  |                                                  |                                                  |                                                  |  |  |                                                |                                                |                                                |                                                |  |  | 25 juillet 2027 - Stade Maracanã, Rio de Janeiro | 25 juillet 2027 - Stade Maracanã, Rio de Janeiro | 25 juillet 2027 - Stade Maracanã, Rio de Janeiro | 25 juillet 2027 - Stade Maracanã, Rio de Janeiro |
|  |                                                                       |                                                                       |                                            |                                            |                 |  |                                                  |                                                  |                                                  |                                                  |  |  |                                                |                                                |                                                |                                                |  |  |                                                  |                                                  |                                                  |                                                  |
|  | 12 juillet 2027 - Stade national de Brasilia Mané Garrincha, Brasilia |                                                                       |                                            |                                            |                 |  |                                                  |                                                  |                                                  |                                                  |  |  |                                                |                                                |                                                |                                                |  |  |                                                  |                                                  |                                                  |                                                  |
|  |                                                                       |                                                                       |                                            |                                            |                 |  |                                                  |                                                  |                                                  |                                                  |  |  |                                                |                                                |                                                |                                                |  |  |                                                  |                                                  |                                                  |                                                  |
|  |                                                                       |                                                                       |                                            |                                            |                 |  |                                                  |                                                  |                                                  |                                                  |  |  |                                                |                                                |                                                |                                                |  |  |                                                  |                                                  |                                                  |                                                  |
|  |                                                                       |                                                                       |                                            |                                            |                 |  |                                                  |                                                  |                                                  |                                                  |  |  |                                                |                                                |                                                |                                                |  |  |                                                  |                                                  |                                                  |                                                  |
|  |                                                                       |                                                                       |                                            |                                            |                 |  |                                                  |                                                  |                                                  |                                                  |  |  |                                                |                                                |                                                |                                                |  |  |                                                  |                                                  |                                                  |                                                  |
|  |                                                                       |                                                                       |                                            |                                            |                 |  |                                                  |                                                  |                                                  |                                                  |  |  |                                                |                                                |                                                |                                                |  |  |                                                  |                                                  |                                                  |                                                  |
|  | 13 juillet 2027 - Arena Corinthians, São Paulo                        |                                                                       |                                            |                                            |                 |  |                                                  |                                                  |                                                  |                                                  |  |  |                                                |                                                |                                                |                                                |  |  |                                                  |                                                  |                                                  |                                                  |
|  |                                                                       |                                                                       |                                            |                                            |                 |  |                                                  |                                                  |                                                  |                                                  |  |  |                                                |                                                |                                                |                                                |  |  |                                                  |                                                  |                                                  |                                                  |
|  |                                                                       |                                                                       |                                            |                                            |                 |  |                                                  |                                                  |                                                  |                                                  |  |  |                                                |                                                |                                                |                                                |  |  |                                                  |                                                  |                                                  |                                                  |
|  |                                                                       | 17 juillet 2027 - Stade national de Brasilia Mané Garrincha, Brasilia |                                            |                                            |                 |  |                                                  |                                                  |                                                  |                                                  |  |  |                                                |                                                |                                                |                                                |  |  |                                                  |                                                  |                                                  |                                                  |
|  |                                                                       |                                                                       |                                            |                                            |                 |  |                                                  |                                                  |                                                  |                                                  |  |  |                                                |                                                |                                                |                                                |  |  |                                                  |                                                  |                                                  |                                                  |
|  |                                                                       |                                                                       |                                            |                                            |                 |  |                                                  |                                                  |                                                  |                                                  |  |  |                                                |                                                |                                                |                                                |  |  |                                                  |                                                  |                                                  |                                                  |
|  | 12 juillet 2027 Arena Fonte Nova, Salvador                            |                                                                       |                                            |                                            |                 |  |                                                  |                                                  |                                                  |                                                  |  |  |                                                |                                                |                                                |                                                |  |  |                                                  |                                                  |                                                  |                                                  |
|  |                                                                       |                                                                       |                                            |                                            |                 |  |                                                  |                                                  |                                                  |                                                  |  |  |                                                |                                                |                                                |                                                |  |  |                                                  |                                                  |                                                  |                                                  |
|  |                                                                       |                                                                       |                                            |                                            |                 |  |                                                  |                                                  |                                                  |                                                  |  |  |                                                |                                                |                                                |                                                |  |  |                                                  |                                                  |                                                  |                                                  |
|  |                                                                       |                                                                       |                                            |                                            |                 |  |                                                  |                                                  |                                                  |                                                  |  |  |                                                |                                                |                                                |                                                |  |  |                                                  |                                                  |                                                  |                                                  |
|  |                                                                       |                                                                       |                                            |                                            |                 |  |                                                  |                                                  |                                                  |                                                  |  |  |                                                |                                                |                                                |                                                |  |  |                                                  |                                                  |                                                  |                                                  |
|  |                                                                       |                                                                       |                                            |                                            | Troisième place |  |                                                  |                                                  |                                                  |                                                  |  |  |                                                |                                                |                                                |                                                |  |  |                                                  |                                                  |                                                  |                                                  |
|  | 13 juillet 2027 - Arena Castelão, Fortaleza                           |                                                                       |                                            |                                            |                 |  |                                                  |                                                  |                                                  |                                                  |  |  |                                                |                                                |                                                |                                                |  |  |                                                  |                                                  |                                                  |                                                  |
|  |                                                                       |                                                                       |                                            |                                            |                 |  |                                                  |                                                  | 24 juillet 2027 - Mineirão, Belo Horizonte       |                                                  |  |  |                                                |                                                |                                                |                                                |  |  |                                                  |                                                  |                                                  |                                                  |
|  |                                                                       |                                                                       |                                            |                                            |                 |  |                                                  |                                                  |                                                  |                                                  |  |  |                                                |                                                |                                                |                                                |  |  |                                                  |                                                  |                                                  |                                                  |
|  |                                                                       |                                                                       |                                            |                                            |                 |  |                                                  |                                                  |                                                  |                                                  |  |  |                                                |                                                |                                                |                                                |  |  |                                                  |                                                  |                                                  |                                                  |
|  |                                                                       |                                                                       |                                            |                                            |                 |  |                                                  |                                                  |                                                  |                                                  |  |  |                                                |                                                |                                                |                                                |  |  |                                                  |                                                  |                                                  |                                                  |
|  |                                                                       |                                                                       |                                            |                                            |                 |  |                                                  |                                                  |                                                  |                                                  |  |  |                                                |                                                |                                                |                                                |  |  |                                                  |                                                  |                                                  |                                                  |
|  |                                                                       |                                                                       |                                            |                                            |                 |  |                                                  |                                                  |                                                  |                                                  |  |  |                                                |                                                |                                                |                                                |  |  |                                                  |                                                  |                                                  |                                                  |

#### Huitièmes de finale
| Match 49                       |  | - |  | Mineirão, Belo Horizonte |
| 10 juillet 2027 A défnir UTC-3 |  |   |  |                          |

| Match 50                        |  | - |  | Stade Beira-Rio, Porto Alegre |
| 10 juillet 2027 A définir UTC-3 |  |   |  |                               |

| Match 51                        |  | - |  | Stade Maracanã, Rio de Janeiro |
| 11 juillet 2027 A définir UTC-3 |  |   |  |                                |

| Match 52                       |  | - |  | Arena Pernambuco, Recife |
| 11 juillet 2027 A défnir UTC-3 |  |   |  |                          |

| Match 54                       |  | - |  | Stade national de Brasilia Mané Garrincha, Brasilia |
| 12 juillet 2027 A défnir UTC-3 |  |   |  |                                                     |

| Match 53                       |  | - |  | Arena Fonte Nova, Salvador |
| 12 juillet 2027 A défnir UTC-3 |  |   |  |                            |

| Match 56                        |  | - |  | Arena Corinthians, São Paulo |
| 13 juillet 2027 A définir UTC-3 |  |   |  |                              |

| Match 55                       |  | - |  | Arena Castelão, Fortaleza |
| 13 juillet 2027 A défnir UTC-3 |  |   |  |                           |

#### Quarts de finale
| Match 57                        |  | - |  | Stade Maracanã, Rio de Janeiro |
| 16 juillet 2027 A définir UTC-3 |  |   |  |                                |

| Match 58                       |  | - |  | Arena Pernambuco, Recife |
| 16 juillet 2027 A défnir UTC-3 |  |   |  |                          |

| Match 59                       |  | - |  | Mineirão, Belo Horizonte |
| 17 juillet 2027 A défnir UTC-3 |  |   |  |                          |

| Match 60                       |  | - |  | Stade national de Brasilia Mané Garrincha, Brasilia |
| 17 juillet 2027 A défnir UTC-3 |  |   |  |                                                     |

#### Demi-finales
| Match 61                        |  | - |  | Arena Corinthians, São Paulo |
| 20 juillet 2027 A définir UTC-3 |  |   |  |                              |

| Match 62                       |  | - |  | Stade national de Brasilia Mané Garrincha, Brasilia |
| 21 juillet 2027 A défnir UTC-3 |  |   |  |                                                     |

#### Match pour la troisième place
| Match 63                       |  | - |  | Mineirão, Belo Horizonte |
| 24 juillet 2027 A défnir UTC-3 |  |   |  |                          |

#### Finale
| Match 64                       |  | - |  | Stade Maracanã, Rio de Janeiro |
| 25 juillet 2027 A défnir UTC-3 |  |   |  |                                |
|                                |  |   |  |                                |